# Roland Köhler (Trainer)

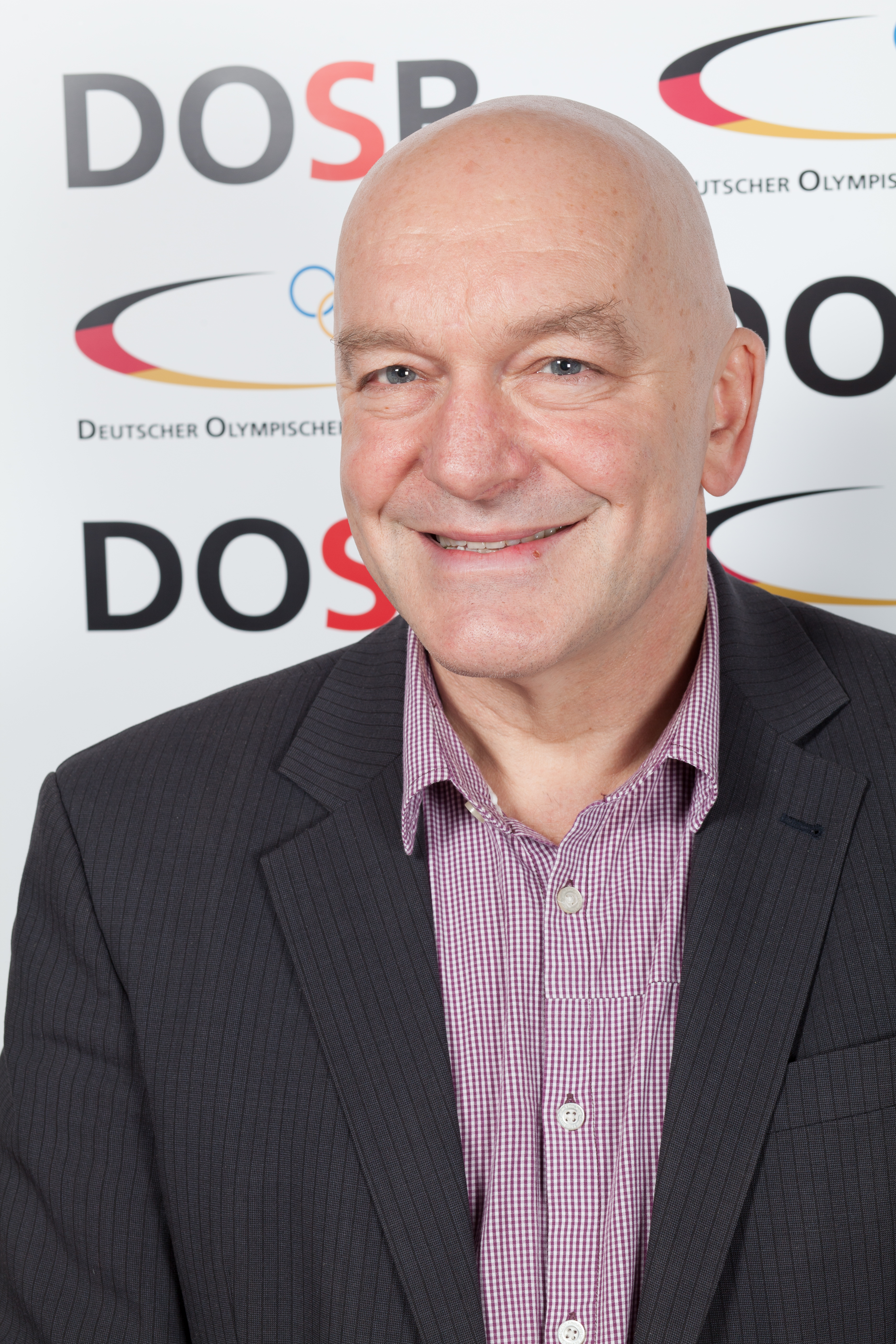
Roland Köhler im Rahmen der DOSB-Trainertagung 2012 in Leipzig

Roland Köhler (* 8. Februar 1956) ist Bundestrainer im Deutschen Ju-Jutsu-Verband (DJJV) und Teamchef der Nationalmannschaft im Ju-Jutsu. Er ist Träger des 10. Dan im Ju-Jutsu und hat weitere Graduierungen in Judo (1. Dan) und im Jiu Jitsu (1. Dan). 2011 ist er zum Präsidenten des DJJV gewählt worden.
Roland Köhler größte Erfolge sind dreimaliger bayerischer Meister, süddeutscher Meister 1987, ca. dreimaliger Deutscher Mannschaftsmeister und erfolgreichster Bundestrainer der Weltmeisterschaft 2000. Sein Heimverein ist der SV Oberdürrbach.
2025 wurde ihm das Bundesverdienstkreuz am Bande verliehen.